# Антенний підсилювач
Анте́нний підси́лювач — прилад для підсилення радіосигналу. Його використовують як у телевізійних антенах для підсилення сигналів аналогового телебачення, так і у супутникових антенах. Антенні підсилювачі конструюються з високим імпедансом на вході для зменшення послаблення сигналу. Їх під'єднують одразу до антени, оскільки ємність каналу передачі (коаксіальний кабель, наприклад), спричинює додаткові втрати. Типове підсилення в теле- та радіопідсилювачах складає кілька десятків децибел.